# Ciencia experimental

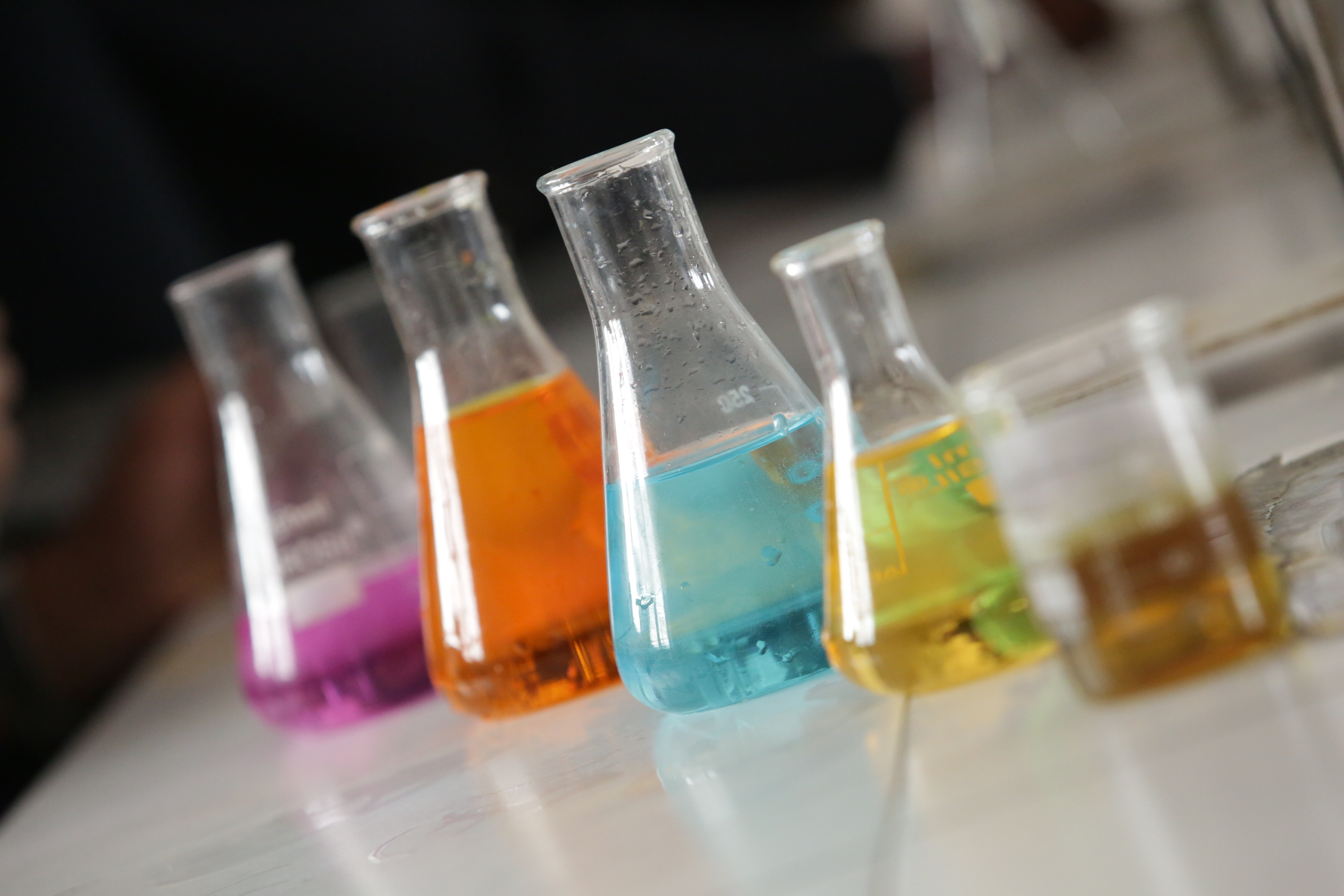
Ciencias experimentales aplicadas a la enseñanza

La ciencia experimental es una derivación de las ciencias naturales. Esto también se  refiere a una ciencia que recurre a experimentos o situaciones preescogidas y controladas en las que el resultado en esas condiciones no es conocido. En su mayoría, las ciencias naturales son además ciencias experimentales, aunque en general la astronomía no se considera una ciencia experimental, ya que en la mayoría de los casos no es posible escoger de antemano las condiciones de movimiento de los astros. Muchas ciencias sociales pueden recurrir a experimentos: de los  ejemplos, las ciencias cognitivas y la psicología frecuentemente recurren a sujetos en laboratorio que responden ante situaciones preparadas. Ciencia experimental es la ciencia que realiza experimentos con el fin de encontrar razón o cualquier modo de explicar o de hallar fenómenos.